# Polus

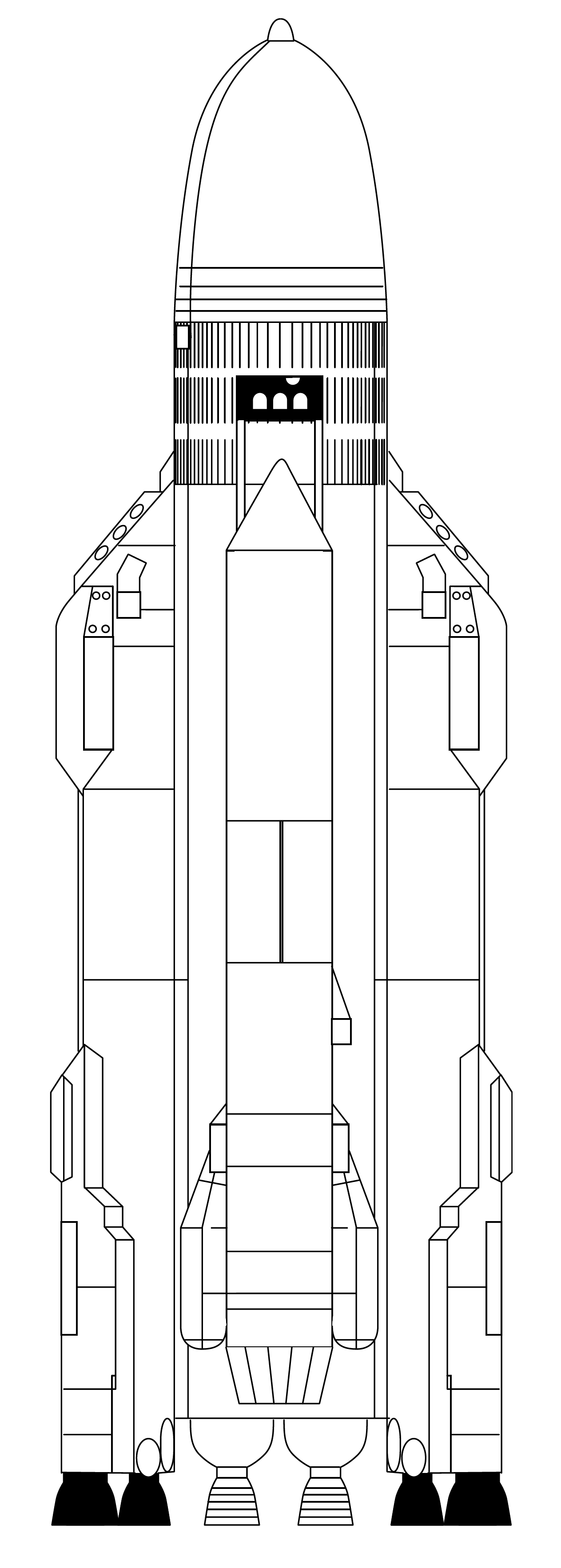
Polus na rakiecie Energia

Polus – radziecka bojowa stacja kosmiczna, której prototyp (wypełniony instrumentami naukowymi) zbudowany ok. 1985 roku został wystrzelony 15 maja 1987 przy pomocy rakiety Energia. Prototyp nie osiągnął orbity wskutek błędu w oprogramowaniu inicjującym pracę stacji i spłonął w atmosferze niedługo później.
Projekt Polus zakładał umieszczenie na orbicie LEO laserowej kosmicznej stacji bojowej przed rokiem 1990, jednakże na skutek rozpadu ZSRR projekt został wycofany w ramach cięć budżetowych. Projekt Polus wyszedł na jaw dopiero w 1996 roku.

## Wymiary
- Długość: 37 metrów
- Średnica: 4,1 metra
- Waga: 80 ton